# Liste des mots les plus longs en français
 (décembre 2012).
Si vous disposez d'ouvrages ou d'articles de référence ou si vous connaissez des sites web de qualité traitant du thème abordé ici, merci de compléter l'article en donnant les références utiles à sa vérifiabilité et en les liant à la section « Notes et références ».
Le mot le plus long de la langue française, si l'on se réfère aux dictionnaires usuels, est anticonstitutionnellement, comptant 25 lettres. On peut toutefois trouver des mots plus longs si l'on considère les formes conjuguées de certains verbes, ou encore les champs lexicaux spécialisés (50 lettres en chimie, 35 lettres en médecine, 28 lettres en géographie, 27 lettres en politique), voire les mots composés comme quatre-cent-quatre-vingt-quatorze-mille-quatre-cent-quatre-vingt-quatorzièmes (67 lettres).

hippopotomonstrosesquippedaliophobie
Intergouvernementalisation

## Anticonstitutionnellement
Anticonstitutionnellement se compose de plusieurs morphèmes :
| morphème  | étymologie             | signification                        | valeur grammaticale                                                                          | signification cumulée                                                                        |
| --------- | ---------------------- | ------------------------------------ | -------------------------------------------------------------------------------------------- | -------------------------------------------------------------------------------------------- |
| ant-      | subst. *h₂ént-         | « devant »                           | devenu, au loc. s., un préfixe marquant l'opposition au groupe de morphèmes suivant          | « devant »                                                                                   |
| -i-       | flexion *-i            | loc. s.                              | devenu, au loc. s., un préfixe marquant l'opposition au groupe de morphèmes suivant          | « au devant », donc « contre »                                                               |
| -con-     | prép. cum              | « avec »                             | devenue un préfixe marquant la réunion                                                       | « contre [ce qui est] ensemble »                                                             |
| -sti-     | racine verbale *steh₂- | « se tenir debout, rester, ester »   | racine du mot                                                                                | « contre [ce qui] se tient ensemble debout »                                                 |
| -t(u)-    | suffixe -t-            | état qui résulte de l'action         | forme les participes passés passifs                                                          | « contre [ce qui] est tenu ensemble debout »                                                 |
| -tion(n)- | suffixe -tion-         | nom d'action ou de résultat d'action | dérive en substantif les formes verbales                                                     | « contre ce qui est tenu ensemble debout », donc « contre la Constitution »                  |
| -el(l)-   | suffixe -ali-          | adjectif de relation                 | dérive en adjectif un substantif et l'accorde au groupe de morphèmes suivant                 | « contre [ce qui relève de] la Constitution », donc « contre [ce qui est] constitutionnel », |
| -e-       | flexion -ā             | abl. f. s.                           | dérive en adjectif un substantif et l'accorde au groupe de morphèmes suivant                 | « contre [celle qui est] constitutionnelle », donc « [celle qui est] anticonstitutionnelle » |
| -men-     | racine verbale *men-   | « penser, faire attention »          | devenu, à l'abl. s., un suffixe de dérivation permettant de construire un adverbe de manière | « penser [...] anticonstitutionnelle »                                                       |
| -t-       | suffixe -*t-           | nom d'abstraction ou d'action        | devenu, à l'abl. s., un suffixe de dérivation permettant de construire un adverbe de manière | « disposition d'esprit anticonstitutionnelle »                                               |
| -∅        | flexion -e             | abl. s.                              | devenu, à l'abl. s., un suffixe de dérivation permettant de construire un adverbe de manière | « d'une disposition d'esprit anticonstitutionnelle »                                         |

Donc, anticonstitutionnellement signifie « d'une manière opposée à l'ensemble des lois fondamentales, écrites ou coutumières, qui déterminent la forme du gouvernement d'un pays et règlent les droits politiques des citoyens ».
D'autre part, si l'on admet les formes fléchies, on peut citer déconstitutionnaliseraient et déconstitutionnalisassions (26 lettres chacun), formes au conditionnel présent et au subjonctif imparfait, respectivement, du verbe déconstitutionnaliser, chacune comptant une lettre de plus que anticonstitutionnellement.

## En géographie
- Niederschaeffolsheimoises et Mittelschaeffolsheimoises (25 lettres) désignent respectivement les habitantes de Niederschaeffolsheim et Mittelschaeffolsheim, deux communes du Bas-Rhin. Saint-Vincent-et-les-Grenadines (27 lettres) est un État des Petites Antilles. À cause de l’espace présente entre « les » et « Grenadines », ce « mot » est en fait une locution nominale et est donc disqualifié[réf. nécessaire]. Saint-Remy-en-Bouzemont-Saint-Genest-et-Isson (38 lettres) est une commune française.
- Heptathalassoédimbourgeoises (28 lettres) désigne les habitantes d'Édimbourg-des-Sept-Mers, une localité britannique sur l'île Tristan da Cunha[2],[3].

## En médecine
Le vocabulaire de la médecine produit des mots très longs, par exemple :
- un cyclopentanoperhydrophénanthrène (32 lettres), est un noyau à quatre cycles qui entre dans la composition d'éléments biochimiques comme le cholestérol ;
- la glycosylphosphatidyléthanolamine (32 lettres) est un glycérophospholipide des membranes cellulaires ;
- La pseudopseudohypoparathyroïdie (30 lettres) est une maladie rare ;
- l’œsophago-gastro-duodénoscopie (28 lettres) est une procédure de diagnostic endoscopique permettant de visualiser la première partie de l’appareil gastro-intestinal (de l’œsophage jusqu’au duodénum) au moyen d'une sonde ;
- psychopharmacothérapeutique (27 lettres)[4][précision nécessaire] ;
- l’uvulo-palato-pharyngoplastie (26 lettres) est une opération contre le ronflement ;
- la myélosaccoradiculographie (25 lettres) est une variété de myélographie permettant d’explorer les culs-de-sac contenant du liquide céphalo-rachidien situés sous la moelle épinière ; l’adjectif dérivé est myélosaccoradiculographique (27 lettres) ;
- l’oligoasthénotératospermie (25 lettres) désigne la présence dans le sperme de spermatozoïdes insuffisamment nombreux, peu mobiles et mal formés ;
- l’électroconvulsivothérapie (25 lettres) est un traitement par électrochocs ;
- l’intradermotuberculination (25 lettres) est un outil de dépistage de la tuberculose bovine sur animal vivant ;
- la cholangiopancréatographie (25 lettres), un examen des voies biliaires.
- l’électro-encéphalographie (23 lettres) est une méthode d'exploration qui mesure l'activité électrique du cerveau au niveau du scalp ; la stéréo-électro-encéphalographie (29 lettres) est l'enregistrement de l'activité électrique à l'aide d'électrodes intra-cérébrales ; l’adverbe dérivé est électro-encéphalographiquement (29 lettres) ou stéréo-électro-encéphalographiquement (35 lettres).

On trouve aussi parfois, mais par plaisanterie et non dans un contexte médical réel :
- hexakosioihexekontahexaphobie, présenté comme la peur du nombre 666, avec les hexakosioihexekontahexaphobes associés (29 lettres chacun) ainsi que l'adjectif dérivé hexakosioihexekontahexaphobique (31 lettres) ;
- hippopotomonstrosesquipédaliophobie (35 lettres), présenté comme la peur des mots trop longs, ainsi que l'adjectif associé hippopotomonstrosesquipédaliophobique (37 lettres) ;
- apopathodiaphulatophobie (24 lettres) présenté comme la peur de la constipation ;

## En chimie
Le vocabulaire de la chimie, non spécifiquement français, permet de construire des mots aussi longs que l'on veut, si l'on construit les noms de molécules fictives.
- Par exemple, le nom systématique de la vitamine B1 (dite aussi Thiamine) sous sa forme libre est :
l’aminométhylpyrimidinylhydroxyéthylméthythiazolium (49 lettres). Elle est toutefois instable sous cette forme à pH non acide on la retrouve donc souvent sous plusieurs autres formes plus stables, analogues comme l'hydrochlorure d’aminométhylpyrimidinylhydroxyéthylméthythiazolium, mononitrate de thiamine, benfothiamine, allithiamine, fursultiamine.

Cela dit, pour plus de clarté, des tirets sont souvent interposés pour marquer les pauses à la lecture (et surtout ajouter de la clarté au mot), montrant ainsi le côté « composé » du mot :
mononitrate d’amino-méthyl-pyrimidinyl-hydroxy-éthyl-méthyl-thiazolium.
- En biochimie, le stérane (cyclopentanoperhydrophénanthrène, 32 lettres) est un alcane constituant le noyau des stéroïdes.
- En biologie, le glycosylphosphatidylinositol (28 lettres) est une sorte d'attache-cellulaire qui permet de fixer une protéine, qui seule est incapable de se fixer, à la surface de la membrane d'une cellule.
- Le diisobutylphénoxyéthoxyéthyldiméthylbenzylammonium (50 lettres) est un ammonium aux propriétés bactéricides, de formule chimique C27H42NO2.
- L’orthochlorobenzalmalonitrile (30 lettres), couramment appelé gaz CS, est un gaz toxique suffocant. C'est un gaz lacrymogène courant classé comme irritant oculaire. On le retrouve dans les aérosols de défense (en petites bombes).
- Le Dichlorodiphényltrichloroéthane (DDT, 31 lettres) est un insecticide puissant, présent dans plusieurs dictionnaires.
- La titine, la plus longue protéine connue, a un nom chimique complet de plusieurs dizaines de milliers de lettres, voire de plus de 100 000[5].

## En droit et politique
- En droit français, le mot contraventionnalisation (23 lettres, 24 au pluriel) signifie, dans la répartition tripartite des infractions, qu'une infraction (délit ou crime) est requalifiée en contravention.
- Le célèbre mot anticonstitutionnellement (25 lettres) signifie « de façon contraire aux règles de l'organisation des pouvoirs publics d'un gouvernement ».
- Essentiellement employé dans le cadre de la construction européenne, le mot intergouvernementalisation (26 lettres, 27 au pluriel) signifie « mise en œuvre par plusieurs gouvernements d’une politique ou action commune ».
- En politique française, sous le mandat présidentiel de Nicolas Sarkozy (2007 – 2012) et notamment en relation avec la réforme constitutionnelle de 2008, le mot hyperprésidentialisation (24 lettres) désigne l’omniprésence du président de la république, intervenant en personne sur tous les dossiers et occupant constamment l’espace médiatique.

## Néologismes
- Dans Candide, Voltaire invente la métaphysico-théologo-cosmolo-nigologie (35 lettres), science fantaisiste enseignée par le personnage Pangloss.
- Le mot λοπαδοτεμαχοσελαχογαλεοκρανιολειψανοδριμυποτριμματοσιλφιοκαραϐομελιτοκατακεχυμενοκιχλεπικοσσυφο- φαττοπεριστεραλεκτρυονοπτεκεφαλλιοκιγκλοπελειολαγῳοσιραιοϐαφητραγανοπτερυγών, translittéré : lopadotemakhoselakhogaleokranioleipsanodrimypotrimmatosilphiokarabomelitokatakekhymenokikhlepikossyphophattoperisteralektryonoptekephalliokinklopeleiolagōiosiraiobaphētraganopterygṓn (translittération du grec de 182 symboles), est un plat fictif mentionné dans la comédie d’Aristophane L'Assemblée des femmes.
- Christophe, dans la bande dessinée Le Savant Cosinus (1893), invente l’anémélectroreculpédalicoupeventombrosoparacloucycle (51 lettres).
- Dans Mary Poppins, le mot anglais supercalifragilisticexpialidocious (34 lettres) est inventé, et sera traduit par supercalifragilisticexpidélilicieux (35 lettres) en français.
- Dans Cyrano de Bergerac, Edmond Rostand cite l'animal hippocampéléphantocamélos (24 lettres), dans la célèbre tirade du nez, acte I, scène 4. Il fait certainement allusion à une lettre de Le Bret, mais l'origine du mot reste inconnue (on attribue également cette chimère à Aristophane et à Lucilius).
- Dans la principale bande dessinée du 114e Super Picsou Géant, on rencontre le télégicloétrocongélateur (24 lettres), nouvelle machine de Géo Trouvetou servant à congeler l'eau grâce à un rayon de particules.
- Dans Le Pendule de Foucault d'Umberto Eco, les acteurs citent l'avunculogratulation (20 lettres) mécanique (science qui enseigne la construction de machines pour saluer sa tante).
- Le site de la xyloglottie[6] invente et recense de nombreux mots à caractère plus ou moins sérieux et parfois assez longs, par exemple apaléopithécoaneucéphalodidactisme (34 lettres) (« doctrine selon laquelle on n'apprend pas à un vieux singe à faire des grimaces »)
- La muséonymphtechnischétkosnatapaokalaalithiskallitechnie (54 lettres) est un mot inventé par deux collégiens voulant battre le record du mot le plus long avant leur oral de brevet, le 13 juin 2025 à 8 heure 18, et signifie la pertinence artistique d'une œuvre bien faite par un (ou des) véritable(s) artiste(s) (exemple : Indiana Jones et les Aventuriers de l'Arche Perdue).

## Nombres
Depuis la réforme de l'orthographe de 1990, les nombres inférieurs à un million peuvent s'écrire à l'aide de traits d'union, en faisant alors des mots-composés. Le nombre nécessitant le plus de lettres pour être écrit est alors le nombre ordinal 494 494e qui s'écrit avec 67 lettres et 10 traits d'union au pluriel : quatre-cent-quatre-vingt-quatorze-mille-quatre-cent-quatre-vingt-quatorzièmes.
Les trois nombres suivants ont également 67 lettres, mais 11 traits d'union : 
- 494497	: 	quatre-cent-quatre-vingt-quatorze-mille-quatre-cent-quatre-vingt-dix-septièmes ;
- 494498	: 	quatre-cent-quatre-vingt-quatorze-mille-quatre-cent-quatre-vingt-dix-huitièmes ;
- 494499	: 	quatre-cent-quatre-vingt-quatorze-mille-quatre-cent-quatre-vingt-dix-neuvièmes.

En considérant les traits d'union, les nombres les plus longs suivants ont 78 caractères : 
- 494497	: 	quatre-cent-quatre-vingt-quatorze-mille-quatre-cent-quatre-vingt-dix-septièmes ;
- 494498	: 	quatre-cent-quatre-vingt-quatorze-mille-quatre-cent-quatre-vingt-dix-huitièmes ;
- 494499	: 	quatre-cent-quatre-vingt-quatorze-mille-quatre-cent-quatre-vingt-dix-neuvièmes ;
- 497497	: 	quatre-cent-quatre-vingt-dix-sept-mille-quatre-cent-quatre-vingt-dix-septièmes ;
- 497498	: 	quatre-cent-quatre-vingt-dix-sept-mille-quatre-cent-quatre-vingt-dix-huitièmes ;
- 497499	: 	quatre-cent-quatre-vingt-dix-sept-mille-quatre-cent-quatre-vingt-dix-neuvièmes ;
- 498497	: 	quatre-cent-quatre-vingt-dix-huit-mille-quatre-cent-quatre-vingt-dix-septièmes ;
- 498498	: 	quatre-cent-quatre-vingt-dix-huit-mille-quatre-cent-quatre-vingt-dix-huitièmes ;
- 498499	: 	quatre-cent-quatre-vingt-dix-huit-mille-quatre-cent-quatre-vingt-dix-neuvièmes ;
- 499497	: 	quatre-cent-quatre-vingt-dix-neuf-mille-quatre-cent-quatre-vingt-dix-septièmes ;
- 499498	: 	quatre-cent-quatre-vingt-dix-neuf-mille-quatre-cent-quatre-vingt-dix-huitièmes ;
- 499499	: 	quatre-cent-quatre-vingt-dix-neuf-mille-quatre-cent-quatre-vingt-dix-neuvièmes.